# زابلستان

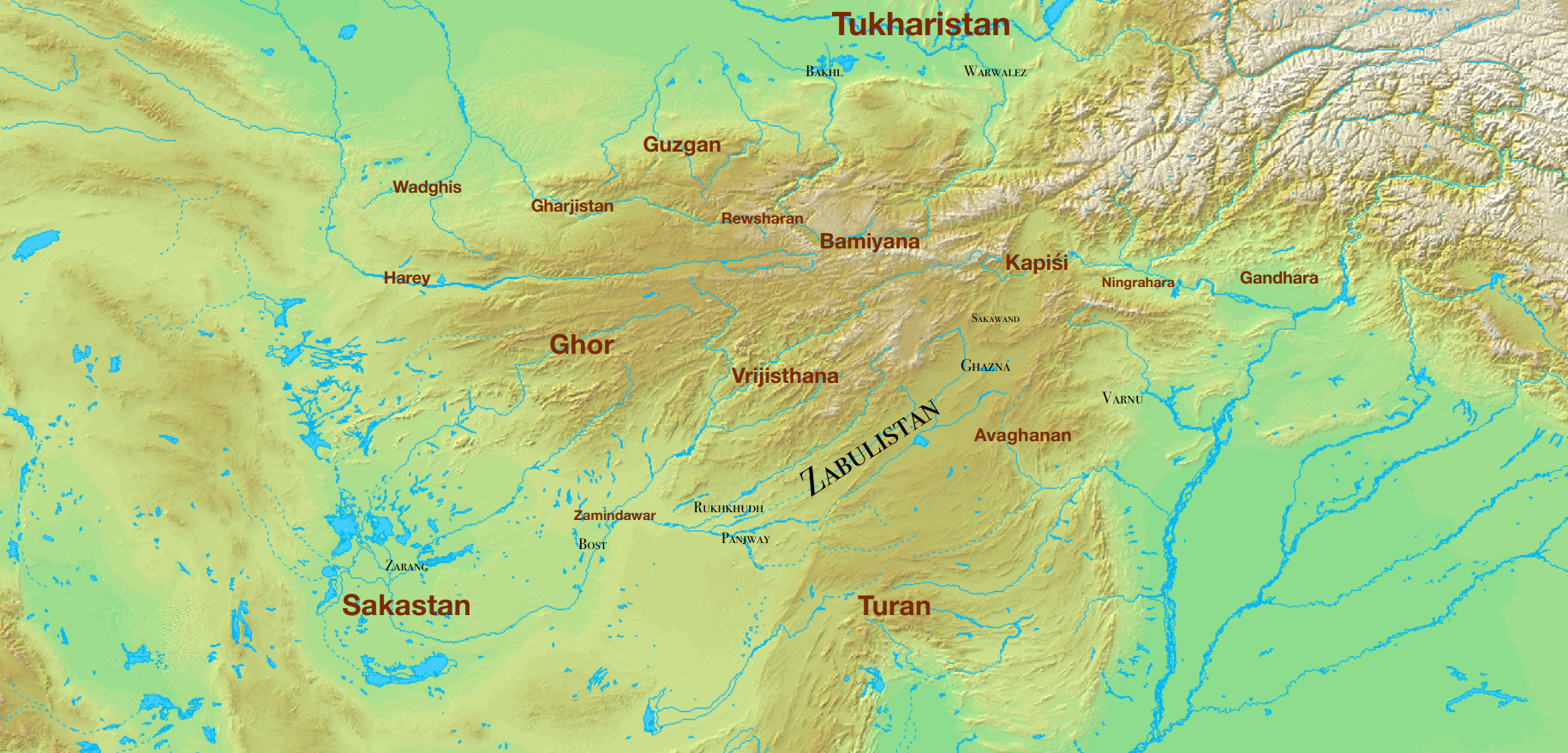
نقشه زابلستان در قرن ۷ تا ۱۰ میلادی
دین: مزدیسنا، هندوئیسم، بودیسم و اسلام
پایتخت: غزنی
مساحت: بین خراسان و هندوستان

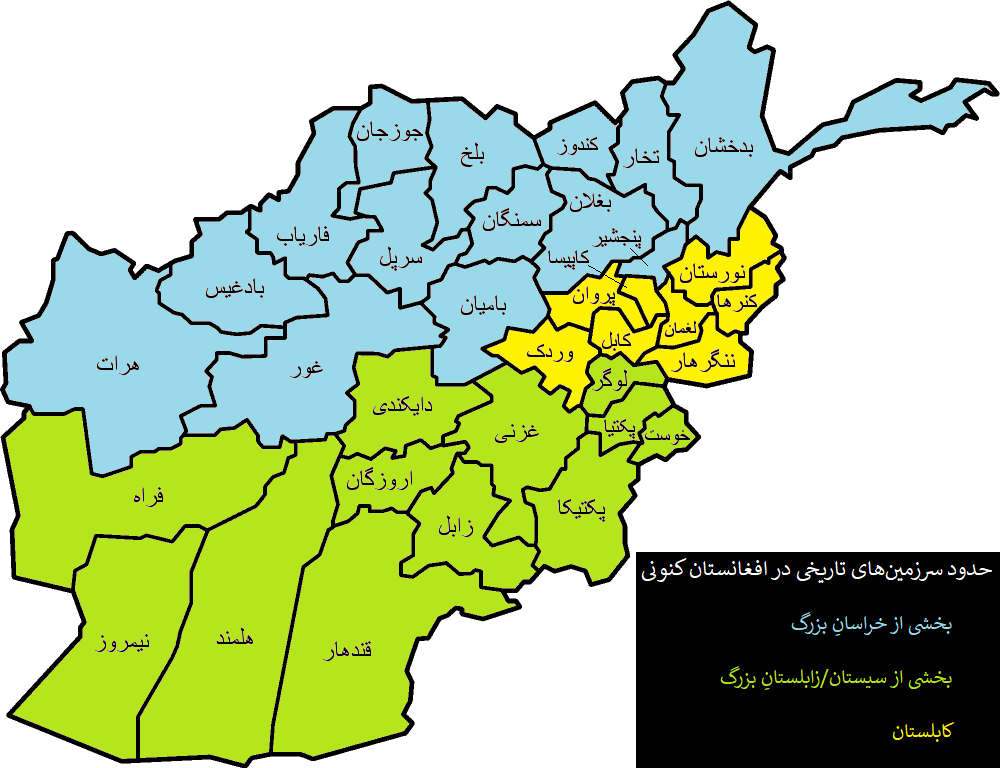
حدود سرزمین‌های تاریخی در افغانستانِ کنونی آبی: بخشی از خراسانِ تاریخی سبز: بخشی از سیستان/زابلستانِ تاریخی زرد: کابلستان

زابلستان یکی از مناطق اساطیری شاهنامه فردوسی و مرز شرقی ایران بود که در اطراف دریاچه هامون تا حدود زابل فعلی در ایران، جنوب غرب افغانستان و بخشی از پاکستان در مجاورت این منطقه را در بر می‌گیرد.
زابلستان و سیستان به صورت هم‌معنی به‌کار می‌رفته‌اند.
احتمال دارد که تپه‌های باستانی شهر سوخته مرکز این ایالت بوده‌است. خانات زابلستان در آن دوره تاریخی یکی از بهترین زیستگاه‌های طبیعی بوده‌است که به دلیل آب فراوان و پوشش گیاهی خوب و رودخانه و دریاچه هامون از تمدن درخشانی برخوردار بوده‌است تغییر آب و هوا و تغییر مسیر رودخانه و شاید زلزله یا بیماری موجب انقراض این تمدن شده‌است.
زابلستان از قسمت جنوبی کوه هندوکش در افغانستان آغاز و تا سیستان فعلی امتداد داشته‌است، غزنی پایتخت زابلستان قدیم بوده و و بنا به سند تاریخ بیهقی سلطان محمود غزنوی در سرزمین زابلستان آمد و چون مادرش زابلی بود خود را محمود زاولی لقب می‌داد و به سبب ترحمی که پدرش بر بچه آهو در بلخ و بخارا کرده بود خداوند وعده سرزمین زابلستان را در خواب به وی داد. بدین دلیل سلطان محمود در غزنی آمد.

## پیشینه
زابلستان، در قدیم بر مناطقی از شرق ایران و غرب پاکستان و جنوب و مرکز سرزمین کنونی افغانستان اطلاق می‌شده‌است. درمجمل التواریخ والقصص ادعا شده‌است که رستم زال؛ پادشاه اسطوره‌ای شاهنامه، لقب پادشاهان غور بوده‌است که حاکمان مناطق اطراف را او مشخص می‌نمود. (صفحه۴۲۲) در مورد وسعت زابلستان، بعد از شرح سرزمین‌های هند و چین، چنین آمده‌است در بعد از این دیار سرزمین‌های بزرگ و گستردهٔ زابلستان واقع شده‌است که بزرگ‌ترین شهر آن غزنه است. غزنه مرز هند و جایگاه سلطان محمود است…  در این کتاب زابلستان و کابلستان یکی دانسته شده‌است.
در کتاب حدودالعالم من المشرق و المغرب نیز آمده‌است غزنین و آن ناحیه‌هایی که بدو پیوسته‌است همه را زابلستان خوانند. درکتاب مجمل التواریخ و القصص همچنین اشاراتی آمده مبنی بر این که زابلستان شامل غرجستان؛ غور و بامیان بوده‌است. دهخدا در این مورد آورده‌است که: نام ولایت آباء و اجداد رستم است و آن را زاولستان نیز گویند.

## زابل در فرهنگ‌نامه
در لغت‌نامه دهخدا به نقل از آنندراج و انجمن‌آرای ناصری و نیز با استناد به سایر فرهنگ‌های مهم مثل فرهنگ خطی میرزا و فرهنگ رشیدی و فرهنگ جهانگیری و… آمده‌است: زابل مملکتی است عریض که محدود است از سمت شرق به ولایت کابلستان و از شمال به جبال هزاره که طولش بیست مرحله و عرض آن پانزده مرحله است. بیابانش بیشتر است از کوهستانش. مشتمل بر چمن‌های خوش است و مراتع آن زیاد است. زابل مسکن افغان و هزاره و قلیلی ترک و تاجیک است. از بلاد زابل است قندهار و بُست و غزنین و زمین‌داور؛ و نیز مهمند و شبرغان و فیروزکوه از شهرهای زابل است. همه شهرهای که نام برده شده در داخل سرزمین افغانستان واقع شده‌است. در ادامه دهخدا از قول مجمل التواریخ و القصص می‌نویسد: در زمان کیانیان زابل و نیز ولایت سیستان و سند در زیر سلطه گرشاسب و زال و رستم بوده به همین خاطر رستم را زابلی می‌گفتند. سلطان محمود را که در غزنه تختگاه داشت نیز زاولی (زابلی) می‌نامند. چنانچه فردوسی گفته‌است درگهِ محمود زاولی دریا است.
دهخدا همچنین می‌افزاید که زابل را اغلب با ولایت نیمروز افغانستان یکی گفته‌اند؛ و به نقل از برهان قاطع و فرهنگ امیری آورده‌است که زابل نام ولایتی است که نیمروز نیز خوانده شده‌است. قابل یادآوری است که نیمروز نیز از جمله ولایات غربی سرزمین افغانستان می‌باشد. یاقوت در کتاب حموی آورده‌است: زابلستان ناحیت بزرگی است که در جنوب بلخ و تخارستان واقع شده‌است و مرکز این ناحیه شهر بزرگی است که غزنه نام دارد. زابلستان منسوب است به زابل جد رستم بن دستان. مراد از جد رستم زو پدر گرشاسب است که نام زابل از نام او اخذ شده‌است.
محمد معین در حاشیهٔ برهان قاطع می‌نویسد که نام زابلستان یا زاولستان از نام قوم Zavul که قبیله‌ای از هون‌های سفید یا هیاتله بوده‌است گرفته شده. قومی که در حدود قرن پنجم میلادی به این نواحی هجرت کرده و زندگی می‌کرده‌اند. جالب توجه است که در متن برهان قاطع ذیل عنوان افغان آمده‌است که افغانان را همچنین هیاتله نیز گویند. به عبارت روشنتر نام افغانان که هیاتیله نیز خوانده شده‌اند در آثار باستانی Zavul (زاول) نیز خوانده شده‌است.

## روایت کتاب فرهنگ نظام
در کتاب فرهنگ نظام تألیف محمدعلی داعی الاسلامی، استاد دانشگاه حیدر آباد هند که در سال ۱۳۰۵ در هند به چاپ رسیده‌است، بیان شده‌است که: زابلستان باستان شامل بخش‌هایی از ایران و پاکستان بخش اعظمی از نواحی جنوبی و مرکزی کشور افغانستان می‌شده‌است که ساکنان آن همه از افغانان و هزاره‌ها و تعدادی هم ترک و تاجیک بوده‌است.
در این کتاب اینگونه استدلال می‌کند که زابلستان و کابلستان کشور جدای از کشور ایران بوده‌اند؛ مثلاً در داستان جنگ رستم و اسفندیار این مطلب بیان می‌شود. زمانی که اسفندیار به دست رستم به قتل می‌رسد اسفندیار در هنگام احتضار در زابل است که خطاب به پشوتن می‌گوید:
| چو رفتی به ایران پدررابگوی |  | چو کام دیدی بهانه مجوی |

و در همین جنگ است که فردوسی در شاهنامه از قول اسفندیار، صحبت از جنگ خاندان شاهنشاهی ایران و خاندان حاکم کابلستان (که در آن زمان مرزبانان شرقی ایران بوده‌اند) می‌کند و می‌نویسد:
| چو باید مرا جنگ زابلستان |  | همان جنگ ایران و کابلستان |

از طرفی مطابق روایات شاهنامه مردم کابلستان از نظر نژادی نیز تازی (از اعراب یمن) و از نسل ضحاک بوده‌اند نه ایرانی. چنانچه در توصیف شاه کابلستان می‌خوانیم:
| یکی پادشا بود مهراب نام       |  | زبر دست با گنج و گسترده کام |
| ز ضحاک تازی گهر داشتی         |  | به کابل همه بوم و برداشتی   |
| دو خورشید بود اندر ایوان او   |  | چو سیندخت و رودابهی ماه رو  |
| که ضحاک، مهراب را بُد نیا      |  | دل شاه ازیشان پر از کیمیا   |
| ابا آنکه مهراب ازین پایه نیست |  | بزرگست وگرد و سبک مایه نیست |
| همانست کزگوهر اژدهاست         |  | که یک چند بر تازیان پادشاست |

این کتاب از این ابیات اینگونه استدلال می‌کند که مردمان کابلستان قدیم در اصل از نژاد تازی بوده‌اند نه ایرانی. جالب توجه است که در اغلب فرهنگ‌ها آمده‌است که لفظ تاجیک؛ نام کنونی مردمان کابل و افغانستان، در اصل از لفظ تازی و تازیک اخذ شده‌است.
در کتاب فرهنگ نظام بیان می‌شود که سه دلیل در شاهنامه وجود دارد که ثابت می‌کند که کابلستان (به شمول زابلستان) کشور جدای از ایران بوده. اول اینکه فردوسی از نظر جغرافیایی آشکارا زابل و کابل را جدای از ایران دانسته. چنانه اشاره شد، اسفندیار در زابل خطاب به پیشوتن می‌گوید چو رفتی به ایران پدر را بگوی … در مثال دیگر در جنگ انتقام میان بهمن وارث اسفندیار و فرامرز وارث رستم نیز می‌خوانیم که بهمن بعد از شکست:
| سپه را به سوی ایران پس کشید |  | ز زابل به سوی ایران بردمید |

دلیل دوم این است که فردوسی مردم کابلستان را از نژاد تازی دانسته نه ایرانی؛ و دلیل سوم آن که فردوسی برای کابلستان به حاکم و پادشاه مجزا قائل است که مهراب شاه نام داشته در حالی که پادشاه ایران هم‌زمان منوچهرشاه بوده.

## فرهنگ اساطیری زابلستان در شاهنامه فردوسی
در شاهنامه‌ها داستان‌های تراژدی و حماسی زیادی از فرهنگ اساطیری زابلستان نقل شده‌است که مهم‌ترین آن‌ها داستان عشق گرشاسب و داستان نمادین سوشیانت، منجی زردشتی عالم بشریت است و دیگری داستان عشق زال و رودابه است که حاصل این عشق، جهان پهلوان ایران رستم زال می‌شود.
یکی دیگر از داستان رستم و کشته شدن او توسط شغاد است. یکی از داستانهای مربوط به زابلستان، گرشاسب، ظهور مجدد، با گرزگران خودش در کنار منجی موعود زردشتی، سوشیانت، در راه گسترش عدل و داد و نابودی ظلمت و تاریکی و از میان برداشتن پلیدی‌ها مبارزه می‌کند. این داستان‌ها در که برگیرنده بخش مهمی از اساطیر منطقه اساطیری زابلستان در شاهنامه فردوسی است.
گرشاسب پهلوان (نه پادشاه پیشدادی ایران) نگهبان تاج و تخت ایران از اجداد خانواده مادری رستم، رودابه و از نسل ضحاک گفته می‌شود یکی از حاکمان ایرانی زابلستان باستان بود که توسط نیهاک مسموم شد و به خواب رفت که این داستان در شاهنامه موجود نیست و از متعلقات آن است.
در مورد شاه گرشاسب که شاه ایران بود و معمولاً با گرشاسب پهلوان اشتباه گرفته می‌شود، نقل شده‌است: «در سنّت مزدیسنان گرشاسب، یکی از جاویدانیهاست، نمرده فقط بخواب رفته‌است. در آخرالزمان وقتیکه دگرباره ضحّاک از کوه دماوند زنجیر بگسلاند گرشاسب نیز از خواب برخاسته او را هلاک خواهد کرد. گرشاسب از جملهٔ یاران موعود زرتشتی است که در نو نمودن جهان و برانگیختن مردگان و آراستن رستاخیز با سوشیانس همراهی خواهد نمود»
گفته می‌شود که اصلاً نام زابلستان که در اصل زاولستان بوده از نام پدر گرشاسب که زو یا بنا به روایاتی «زاب» نام داشته اخذ شده‌است.